# David B.
David B., nom artístic amb què signa les seues obres Pierre-François Beauchard (nascut el 9 de febrer de 1959 a Nimes) és un dibuixant i guionista francès de còmics. És un dels representants del que hom anomena nouvelle bande dessinée.
Després d'estudiar a l'escola superior d'arts aplicades Duperré a París, David B. va començar a treballar en el món dels còmics el 1985 (Pas de samba pour capitaine Tonnerre); va guionitzar i dibuixar històries per a nombroses revistes com Okapi, A suivre, Tintin Reporter i Chic. El seu estil original en blanc i negre fou notablement influenciat per George Pichard i Jacques Tardi.
Va participar el 1990 en la fundació de L'Association, editorial independent francesa de còmics. Els seus treballs foren publicats a Lapin, la revista de L'Association. La major part dels seus treballs de la dècada dels noranta foren compilats en Le Cheval blême i Les incidents de la nuit.
Entre 1996 i 2003, va crear L'Ascension du Haut Mal, una sèrie autobiogràfica de sis volums consagrada a la malaltia del seu germà i que hom considera una de les obres cabdals del còmic modern, com així ho proven les múltiples nominacions d'aquesta sèrie al Festival del Còmic d'Angulema.